# Harry Stenqvist
Erik Harry Stenqvist (25 de dezembro de 1893 — 9 de dezembro de 1968) foi um ciclista sueco que participava em competições de ciclismo de estrada.

## Carreira
Competiu na prova de estrada de 175 km nos Jogos Olímpicos de Verão de 1920 em Antuérpia, conquistando a medalha de ouro, à frente de Henry Kaltenbrun e Fernand Canteloube. No contrarrelógio por equipes, obteve a medalha de prata, juntamente com Sigfrid Lundberg, Ragnar Malm e Axel Persson.
Stenqvist nasceu nos Estados Unidos de pais suecos e mais tarde mudou-se para a Suécia, onde conquistou títulos nacionais em equipes (1912–1915) e provas individuais (10 km em 1915 e 1920, e 100 km em 1920). Foi selecionado para os Jogos Olímpicos de Estocolmo 1912, mas apenas como substituto. Em 1916, seu estatuto de amador foi revogado pela Federação Sueca de Ciclismo, mas depois foi restaurado depois de um apelo bem-sucedido. Nas Olimpíadas de 1920 em Antuérpia, Stenqvist foi inicialmente declarado um medalhista de bronze, mas então promovido ao primeiro lugar após a subtração de 4 minutos, que ele teve que esperar em um cruzamento de estrada de ferro.